# Ryszard Stemplowski
Ryszard Marian Stemplowski (ur. 25 marca 1939 w miejscowości Wygoda obecnie na terenie Ukrainy) – profesor nauk humanistycznych, prawnik, historyk, nauczyciel akademicki, dyplomata, w latach 1990–1993 szef Kancelarii Sejmu, w latach 1994–1999 ambasador Rzeczypospolitej Polskiej w Wielkiej Brytanii.

## Życiorys
W latach 1958–1961 studiował na Politechnice Wrocławskiej, a w latach 1962–1968 na Uniwersytecie Wrocławskim, gdzie uzyskał tytuł magistra prawa. W 1973 uzyskał stopień doktora nauk humanistycznych na podstawie pracy pt. Zależność i wyzwanie. Argentyna wobec rywalizacji mocarstw anglosaskich i III Rzeszy obronionej w Instytucie Historii im. Tadeusza Manteuffla (promotor: Tadeusz Łepkowski), a w 1999 stopień doktora habilitowanego nauk humanistycznych w zakresie historii w specjalności historia najnowsza na podstawie pracy Państwowy socjalizm w realnym kapitalizmie – Chile w roku 1932 nadany na Wydziale Historycznym Uniwersytetu Warszawskiego. Do 1989 pracował w Instytucie Historii PAN, gdzie główną problematykę jego badań stanowiły stosunki między państwami Ameryki Łacińskiej a wielkimi mocarstwami zachodnimi w XX w..
Był pierwszym szefem Kancelarii Sejmu po transformacji ustrojowej 1989 roku. Powołany przez Prezydium Sejmu 1 czerwca 1990 pełnił tę funkcję do 1993, przeprowadzając gruntowną przebudowę urzędu, głównie pod kątem wzmocnienia jego zaplecza legislacyjnego i eksperckiego, m.in. utworzył od podstaw trzy nowe jednostki organizacyjne: Biuro Studiów i Ekspertyz (obecnie Biuro Analiz Sejmowych), Wydawnictwo Sejmowe i Archiwum Sejmu (od 1993 jako część Biblioteki Sejmowej).
W latach 1994–1999 sprawował urząd ambasadora RP w Wielkiej Brytanii, a w latach 1999–2004 pełnił funkcję dyrektora Polskiego Instytutu Spraw Międzynarodowych.
W latach 2005–2010 był wykładowcą na Wydziale Studiów Międzynarodowych i Politycznych Uniwersytetu Jagiellońskiego, a od 2010 wykłada na Akademii Ignatianum w Krakowie.
W 2011 uzyskał tytuł naukowy profesora nauk humanistycznych.
Był lub jest członkiem: Polskiego Towarzystwa Historycznego, Polskiego Towarzystwa Legislacji, Academia Europaea, Ośrodka Myśli Politycznej, NSZZ ,,Solidarność'' (1980–1990), zarządu Fundacji im. Stefana Batorego (1989–1990), Wiceprzewodniczący Rady Naczelnej Zrzeszenia Studentów Polskich (1966–1968).

## Publikacje
- Ryszard Stemplowski (red.): Professor, minister, judge – Krzysztof Skubiszewski 1926-2010. Warszawa: Scholar Publ. House, 2015. ISBN 978-83-89607-13-3. Brak numerów stron w książce;
- Ryszard Stemplowski: Zależność i wyzwanie. Argentyna wobec rywalizacji Wielkiej Brytanii, Niemiec i Stanów Zjednoczonych, 1930–1946. Warszawa: Muzeum Historii Pol. Ruchu Ludowego, 2014 Wyd. drugie. ISBN 978-83-7901-049-3. Brak numerów stron w książce;
- Ryszard Stemplowski: O prowadzeniu i analizowaniu polityki państwa. Wrocław: Oficyna Wydaw. ATUT, 2013. ISBN 978-83-7432-942-2. Brak numerów stron w książce;
- Ryszard Stemplowski: Państwowy socjalizm w realnym kapitalizmie: chilijska reakcja na światowy kryzys gospodarczy (1932 r.). Warszawa: Muzeum Historii Pol. Ruchu Ludowego, 2013. ISBN 978-83-7901-016-5. Brak numerów stron w książce;
- Ryszard Stemplowski (red.): Europe and Latin America: looking at each other?. Warszawa: Polski Instytut Spraw Międzynarodowych, 2010. ISBN 978-83-89607-96-6. Brak numerów stron w książce;
- Ryszard Stemplowski: Wprowadzenie do analizy polityki zagranicznej, T. 1, T. 2: Aneksy. Warszawa: Polski Instytut Spraw Międzynarodowych, 2007 Wydanie drugie rozszerzone. ISBN 978-83-89607-13-3. Brak numerów stron w książce;

## Odznaczenia
- Krzyż Kawalerski Orderu Odrodzenia Polski – 2000[6]
- Święty Konstantyński Order Wojskowy Świętego Jerzego – 1997